# Levallois Sporting Club Tennis de table
Le Levallois Sporting Club Tennis de table est un club français de tennis de table situé à Levallois-Perret et affilié au Levallois Sporting Club. Il s'agit d'une des sections phares du club et d'un des clubs français les plus titrés avec 17 titres de champion de France. Depuis sa création, le club a accueilli de prestigieux pongistes comme Jean-Philippe Gatien, Patrick Chila ou encore Simon Gauzy. Il compte aujourd'hui 640 adhérents du mini-pong aux vétérans. Les pongistes levalloisiens ont la chance de pratique leur sport dans une salle spécifique de 22 tables.

## Histoire
Le LUTT est créé en 1967 sous l'impulsion des familles Decret et Elbaz. Douze ans plus tard, le club participe pour la première fois au championnat de France. En 1985 arrive Jacques Secrétin, et en 1986, un certain Jean-Philippe Gatien signe à Levallois. Grâce à son arrivée, le tennis de table levalloisien prend son envol et dès l'année suivante l'équipe devient championne de France et gagne face à Baden la finale de la Coupe d'Europe Nancy-Evans. Les titres s'accumulent dont ceux de champion d'Europe des clubs champions. En 1992, Jean-Philippe Gatien devient le premier pongiste français vice-champion olympique en tennis de table. L'année suivante il est sacré champion du monde. Levallois consolide son hégémonie durant toutes les années 1990 avec en point d'orgue la sélection de trois joueurs du club aux Jeux olympiques d'Atlanta en 1996.
En mars 2012, après 17 titres de champion de France et 4 titres européens, le LSCTT décide de se retirer du championnat de Pro A et par voie de conséquence de la Coupe d'Europe pour se consacrer à l'encadrement de joueurs tels que Simon Gauzy et Emmanuel Lebesson, le tout sous la houlette de Patrick Chila,,. Mais faute de financement - la mairie ne souhaitant plus participer, le projet est un échec : La structure de haut niveau de tennis de table est dissoute en fin d'année 2012,. Le club met 5 ans avant de retrouver les championnats professionnels en 2017-2018.
En 2019, le club est champion de France UNSS.
Le club de tennis de table forme également deux sections sportives de collège et de lycée.
Le club est également investi dans le sport santé. En collaboration avec la Fédération française de tennis de table et le Conseil régional, le club est référencé comme club sport santé. Un encadrement spécifique est mis en place pour les personnes atteintes d'Alzheimer et pour les personnes en rémission d'un cancer. Le tennis de table est un excellent moyen de commencer progressivement ou de continuer une activité sportive.

### Les joueurs passés par le club
- Chuan Chih-yuan
- Simon Gauzy
- Emmanuel Lebesson
- Igor Rubstov
- Patrick Chila
- Jean-Philippe Gatien
- Jacques Secrétin
- Damien Eloi
- Didier Nurdin

### Le Staff
- Lenaïck Loyant[10]
- Renato Walkowiak
- Vincent Prével
- Thierry Redon

## Palmarès
- Coupe d'Europe des Clubs Champions (2)
  - Vainqueur en 1990 et en 1995
  - Finaliste en 1991 et en 1996
- Coupe d'Europe Nancy-Evans (2)
  - Vainqueur en 1988 et 2004
  - Finaliste en 1987 et 2011
- Première division (17)
  - Champion : de 1988 à 2001, 2008, 2010 et 2011
  - Vice-Champion : 1986, 1987, 2002, 2003, 2004, 2005, 2007

## Bilan par saison
| Saison    | Championnat   | Classement | Pts | J  | V  | N | D  | Pp | Pc | Diff | Parcours en Coupe d'Europe                                |
| --------- | ------------- | ---------- | --- | -- | -- | - | -- | -- | -- | ---- | --------------------------------------------------------- |
| 2017-2018 | Pro B         | 10e        | 14  | 18 | 2  | - | 16 | 14 | 51 | -37  | -                                                         |
| 2011-2012 | Pro A         | 4e         | 42  | 18 | 10 | 4 | 4  | 57 | 36 | +21  | Quarts de finaliste de la Ligue des Champions             |
| 2010-2011 | Pro A         | Champion   | 49  | 18 | 14 | 3 | 1  | 66 | 27 | +39  | FINALISTE DE L'ETTU CUP (reversé de la Champion's League) |
| 2009-2010 | Pro A         | Champion   | 49  | 18 | 13 | 5 | 0  | 67 | 30 | +37  | Phase de poules de Ligue des Champions                    |
| 2008-2009 | Pro A         | 6e         | 35  | 18 | 7  | 3 | 8  | 51 | 51 | 0    | -                                                         |
| 2007-2008 | Pro A         | Champion   | 48  | 18 | 14 | 2 | 2  | 64 | 29 | +35  | -                                                         |
| 2006-2007 | Pro A         | 2e         | 49  | 18 | 14 | 3 | 1  | 67 | 24 | +43  | Quart de finaliste de l'ETTU Cup                          |
| 2005-2006 | Pro A         | 5e         | 38  | 18 | 6  | 8 | 4  | 55 | 43 | +12  | -                                                         |
| 2004-2005 | Pro A         | 2e         | 46  | 18 | 12 | 4 | 2  | -  | -  | -    | Demi-finaliste de l'ETTU Cup                              |
| 2003-2004 | Pro A         | 2e         | 32  | 12 | 9  | 2 | 1  | 43 | 18 | +25  | Vainqueur de la Coupe d'Europe Nancy-Evans                |
| 2002-2003 | Superdivision | 2e         | 38  | 14 | 12 | - | 2  | -  | -  | -    | -                                                         |
| 2001-2002 | Superdivision | 2e         | 34  | 14 | 10 | - | 4  | -  | -  | -    | -                                                         |
| 2000-2001 | Superdivision | Champion   | 40  | 14 | 13 | - | 1  | 50 | 20 | +30  | -                                                         |
| 1999-2000 | Superdivision | Champion   | 38  | 14 | 12 | - | 2  | -  | -  | -    | -                                                         |
| 1998-1999 | Superdivision | Champion   | -   | -  | -  | - | -  | -  | -  | -    | Phase de poules de la Ligue des champions                 |
| 1997-1998 | Superdivision | Champion   | -   | -  | -  | - | -  | -  | -  | -    | -                                                         |
| 1996-1997 | Superdivision | Champion   | -   | -  | -  | - | -  | -  | -  | -    | Demi-finaliste de la Coupe d'Europe des Clubs Champions   |
| 1995-1996 | Superdivision | Champion   | -   | -  | -  | - | -  | -  | -  | -    | Finaliste de la Coupe d'Europe des clubs champions        |
| 1994-1995 | Superdivision | Champion   | -   | -  | -  | - | -  | -  | -  | -    | Vainqueur de la Coupe d'Europe des Clubs Champions        |
| 1993-1994 | Superdivision | Champion   | -   | -  | -  | - | -  | -  | -  | -    | -                                                         |
| 1992-1993 | Superdivision | Champion   | -   | -  | -  | - | -  | -  | -  | -    | -                                                         |
| 1991-1992 | Superdivision | Champion   | -   | -  | -  | - | -  | -  | -  | -    | -                                                         |
| 1990-1991 | Superdivision | Champion   | -   | -  | -  | - | -  | -  | -  | -    | Finaliste de la Coupe d'Europe des Clubs Champions        |
| 1989-1990 | Nationale 1   | Champion   | -   | -  | -  | - | -  | -  | -  | -    | Vainqueur de la Coupe d'Europe des Clubs Champions        |
| 1988-1989 | Nationale 1   | Champion   | -   | -  | -  | - | -  | -  | -  | -    | -                                                         |
| 1987-1988 | Nationale 1   | Champion   | -   | -  | -  | - | -  | -  | -  | -    | Vainqueur de la Coupe d'Europe Nancy-Evans                |
| 1986-1987 | Nationale 1   | 2e         | -   | -  | -  | - | -  | -  | -  | -    | -                                                         |
| 1985-1986 | Nationale 1   | 2e         | -   | -  | -  | - | -  | -  | -  | -    | -                                                         |